# John Darnton
John Darnton (* 20. November 1941 in New York City) ist ein Journalist und Schriftsteller aus den USA.

## Leben
Darnton ist der Sohn von Byron Darnton, einem Kriegsberichterstatter der New York Times und seiner Frau Eleanor. Sein Bruder ist der Historiker Robert Darnton.
Darnton studierte an der Universität von Wisconsin. 1966 begann er bei der New York Times zu arbeiten und war dort mehr als 40 Jahren als Journalist tätig. 1982 gewann er für seine Berichterstattung über Polen unter Kriegsrecht den Pulitzer-Preis. Außerdem gewann Darnton zweimal den George Polk Award, seit 2009 kümmert er sich um dessen Vergabe in seiner Funktion als „Curator“.  2003 wurde Darnton Chef des Büros der New York Times in London. 2005 ging er bei der New York Times in Ruhestand.
1996 schrieb Darnton seinen ersten Roman „Tal des Lebens“ (Neanderthal). Der Roman wurde auf Anhieb ein Bestseller. Seine Bücher wurden in mehr als 20 Sprachen übersetzt.
Er ist verheiratet mit der Journalistin Nina Darnton. Sie leben in New York City. Sie haben zwei Töchter und einen Sohn.

## Bücher
- 1996 Tal des Lebens (Neanderthal)
- 1999 Zwillingspark (The Experiment)
- 2002 Der Versuch (Mind Catcher)
- 2005 Das Darwin-Projekt (The Darwin Conspiracy)
- 2008 Black & White and Dead All Over
- 2011 Almost a Family: A Memoir